# Abuta trinervis
Abuta trinervis är en tvåhjärtbladig växtart som först beskrevs av Henry Hurd Rusby, och fick sitt nu gällande namn av Harold Norman Moldenke. Abuta trinervis ingår i släktet Abuta och familjen Menispermaceae. Inga underarter finns listade i Catalogue of Life.